# Abwesenheit (Staatsrecht)
Im deutschen Staatsrecht meint Abwesenheit, dass nach den Gesetzen verschiedener Länder durch die bloße während einer bestimmten Zeit fortgesetzte Abwesenheit von dem Heimatstaat das Untertanenrecht in diesem verlorengeht. In Deutschland galt dies früher nur in einzelnen Staaten, wie in Preußen, Sachsen, Mecklenburg, Oldenburg, während in anderen noch die förmliche Entlassung aus dem „Untertanenverband“, wie in Schleswig-Holstein, Kurhessen, Braunschweig, oder doch die dauernde Niederlassung außerhalb des Staatsgebiets, so dass daraus auf den Willen, nicht zurückzukehren (animus non revertendi), geschlossen werden konnte, hinzukommen musste, wie in Hannover, Sachsen, Sachsen-Coburg und Gotha, Hessen-Homburg.
Durch das deutsche Reichsgesetz betreffend Erwerb und Verlust der Bundes- und Staatsangehörigkeit vom 1. Juni 1870 (Gesetz über den Erwerb und den Verlust der Bundes- und Staatsangehörigkeit) wurde festgelegt, dass die Staatsangehörigkeit in einem Bundesstaat und damit die Bundesangehörigkeit einfach durch zehnjährige Abwesenheit vom Heimatstaat und Aufenthalt im Ausland, d. h. außerhalb des Bundesgebiets, verloren geht (Legitimationsloser Aufenthalt im Ausland), was jedoch dadurch zu vermeiden ist, dass man sich in die Matrikel eines Bundeskonsulats eintragen lässt. Einige Änderungen und Streichungen ergaben sich aus dem Bundesgesetz vom 21. Juli 1870 (BGBl. S. 498), dem Reichsgesetze vom 22. April 1871 (RGBl. S. 87), dem Reichsgesetz vom 20. Dezember 1875 (RGBl. S. 324) sowie dem Einführungsgesetz zum Bürgerlichen Gesetzbuch vom 18. August 1896 (RGBl. S. 604).
Diese Regelung behielt Gültigkeit bis zum Inkrafttreten des Staatsangehörigkeitsgesetzes (Reichs- und Staatsangehörigkeitsgesetz, StAG bzw. RuStAG vom 22. Juli 1913) am 1. Januar 1914 (RGBl. 1913 S. 583 – BGBl. III Gliederungsnummer 102-1, zuletzt geändert durch Gesetz vom 23. Juli 1999, BGBl. I S. 1618) sowie für Fälle, bei denen die Staatsangehörigkeit von einem Vorfahren abgeleitet wird, der bereits vor 1913 ausgewandert ist; im letzteren Fall reicht ein positiver Auszug aus der Konsularmatrikel als Nachweis aus, dass die deutsche Staatsangehörigkeit zumindest nicht nach dieser Vorschrift verloren ging. Bemerkenswert am RuStAG ist auch, dass der Begriff „Staatsangehörigkeit“ hier nicht präzise definiert wird.
Mit der nationalsozialistischen „Verordnung über die deutsche Staatsangehörigkeit“ vom 5. Februar 1934 wurden die Staatsangehörigkeiten in den Ländern abgeschafft; diese Verordnung behielt Gültigkeit bis 1945, Länderstaatsangehörigkeiten wurden danach jedoch praktisch nicht wieder eingeführt.